# Salazar, Mexiko
Salazar är ett samhälle i kommunen Lerma i delstaten Mexiko i Mexiko. Orten hade 1 793 invånare vid folkräkningen år 2020.